# SDガンダム外伝 円卓の騎士編
『SDガンダム外伝 円卓の騎士編』（エスディーガンダムがいでん えんたくのきしへん）は、バンダイの玩具カードダスを中心とした企画。「騎士ガンダムシリーズ」の第二作である。

## 概要
『ジークジオン編』に続く騎士ガンダムシリーズの第二弾。前作とは世界観を共有しつつキャラクターを一新している。物語はタイトルの通り『アーサー王物語』がモデルである。
ブリティス王国側のキャラクターは『機動戦士ガンダムF91』とジークジオン編で登場しなかった『機動戦士ガンダム』から『機動戦士ガンダム0080 ポケットの中の戦争』のキャラクターや兵器が、ザビロニア帝国側は『機動戦士ガンダム』の登場人物と『機動戦士ガンダムF91』のモビルスーツが中心にモデルとなっている。
物語の時間構成がプロローグ含め七年と、騎士ガンダムシリーズの中でもっとも長いものとなっている（舞台を同国で済ませた『聖機兵物語』・『機甲神伝説』と『黄金神話』・『鎧闘神戦記』はそれぞれ1年 - 2年以内の時間枠で終了している）。また、親の仇、友情や師弟関係といった敵との人間関係の複雑さなどを大いに含めた広大なストーリー構成に、一章30分枠のOVA製作が流れたという逸話を持つほどの、外伝の中でも高い評価を得ている。
SDガンダム外伝は、カードダス及びカードダスハーフ・ファミコン・スーパーファミコン・漫画などでそれぞれ設定が異なるので、本項ではカードダス・カードダスハーフの設定で統一し、ファミコン・スーパーファミコン等での設定は個別に記入する。
2008年にカードダス20周年企画としてカードダスが復刻販売される際、今まで詳細不明だった先代円卓の騎士のメンバー達が発表。判明した人物のほぼ半分が後のシリーズで登場・活躍した面々であるため、以降のシリーズが復刻販売される度に、円卓の騎士編に関わる史実情報が追加更新される状況になっており、2020年には『新約SDガンダム外伝 騎士王物語』が展開した。

## あらすじ
第一章 ヴァトラスの剣
七年前にザビロニア帝国によって滅ぼされたブリティス王国。唯一生き延びた王族・皇騎士ガンダムは、祖国ブリティス奪還のため、ザビロニア帝国に立ち向う。
第二章 流星の騎士団
ブリティス城進軍最大の難所であるゼダンの要塞へとたどり着いた皇騎士。これを攻略すべく、部隊を二手にわけ要塞へと潜入する。
第三章 キングガンダム
ついにブリティス城を目前とした皇騎士。高鳴る鼓動を抑え、七年ぶりに、皇騎士は主無き城へと進軍していった。
第四章 円卓の騎士
王位を継いでキングガンダムII世となった皇騎士ガンダムと、円卓の騎士に任命されたブリティスの戦士たちは、グレート・デギンに対して最後の戦いを挑む。

## 登場人物

### 新生円卓の騎士団
七年前に壊滅した円卓の騎士が皇騎士の王位継承に伴い再結成した。各自、ブリティス城奪還後に任命される。
先代からの続任は僧正ガンタンクRと白金卿のみ。
皇騎士<クラウンナイト>ガンダム/キングガンダムII世/武騎士<アーマーナイト>ガンダム（ガンダム/Gアーマー(剛の鎧装着)/フルアーマーガンダム(フルアーマー装着)/キングガンダムII世：パーフェクトガンダム）
声 - 寺島拓篤（ゲーム『スーパーガンダムロワイヤル』）
七年前、ザビロニア帝国によって滅ぼされたブリティス王国の皇子にしてただ1人の王位継承者。追っ手から逃れるため、鎧騎士F90に連れられ賢者アントニオの住むベルファスト村に落ち延びた。七年後、村へやってきた邪騎士ザクエスとの戦闘をきっかけにブリティス王国再興のため、仲間を募りザビロニア帝国に戦いを挑む事となる。
ラナール地方を救った後、王家に伝わる「剛の鎧（ジーアーマー）」を装着。ゼダンの要塞攻略後は賢者アントニオから「フルアーマー」を渡される。ブリティス城を奪還した際に、王位を継いでキングガンダムII世となり、新生円卓の騎士を率いてザビロニアとの最終決戦へと向かった。
初登場時のHPは800で、その後ラナール地方制圧後に戦利品として剛の鎧を獲得してHPは2500、ブリティス城奪回戦のときにはアントニオから託されたフルアーマーを装備してHPは5000にまで上昇し、衛騎士ザビ・ギロスとも互角に戦った。キングガンダムⅠ世より王位を継承し、HPはスペリオルドラゴンと対等の15000まで急上昇した。
キングガンダムII世の隠密行動等を行う際の軽装装備。(武騎士（アーマードナイト）ガンダム) 
- ファミコン：アントニオの魔法により、皇子としての記憶を消されて普通の子供として育てられた。
- スーパーファミコン：赤ん坊の頃から育てられ、皇子だとはまったく知らないで育った。
- 漫画：ファミコン版と同様。

元祖SD No.84/No.0047（クラウン）、No.103（キング）
BB戦士 No.78（クラウン）、No.95（キング）
鎧騎士<アーマーナイト>ガンダムF90（ガンダムF90)/重甲騎士<ヘビーアーマーナイト>ガンダムF90（F90V）
ブリティス王国の近衛騎士。国王キングガンダムの命により、皇騎士を連れベルファスト村のアントニオの下へ送り届けた後、成長した皇子の力となるべく反ザビロニア勢力（レジスタンス）を立ち上げる。合流後は皇騎士の副官的立場となり、ブリティス城解放作戦やゼ・ダンの要塞を落とすときにも別動隊を率いて活躍した。
下記のように先代円卓の騎士であったか否かがメディアによって曖昧であり、長らく正式な設定が不明な状況だったが、コンプリートボックスにて実は諸事情で自ら辞任した円卓の騎士であることが判明。厳密には先々代の円卓の騎士となる。なお、辞退後にできた円卓の空席にガンキャノンが着くこととなる。
HPは初登場時は1200。円卓の騎士就任時に1600。ちなみに先々代の頃はHP1000。
- ファミコン：ザビロニアの魔術により、センチネル村付近の洞窟で七年間氷の中に閉じ込められていた。カードダスと違い、白金卿らと同様元円卓の騎士であったという設定に変更されている。また、パーティ分割システムによりもう一人のリーダー（主人公）も務める。
- スーパーファミコン：ザビロニアに捕らえられ、オックスの塔で七年間幽閉されていた。ファミコン版と違い、王の衛士である。
- 漫画：ファミコン版と同様。

BB戦士 No.81（鎧騎士）
白金卿<プラチナロード>（百式改）
円卓の騎士団の生き残り。ブリティス城陥落前に何らかの旅に出ていた。最終決戦には間に合い、僧正ガンタンクRと組み奮闘。滅亡後は独自のルートで活動、皇騎士が打倒ザビロニアの旗を掲げたのを聞き駆けつける。称号は不明。一部媒体では戦士という記述がある。
初登場時はHPは1000。円卓の騎士就任時に1250（レジェンド・オブ・ブリティスより）。
- ファミコン：ブリティス城落城時の激しい戦いにより、記憶を失っていた。再び自らの剣を手にして、記憶を取り戻す。
- スーパーファミコン：ガルマの館・領主の間で戦っている皇騎士達のもとに助太刀にやってきた。
- 漫画：スーパーファミコンと同様。

勇剣士プラス/勇騎士プラス（Ζプラス）
皇騎士が打倒ザビロニアの旗を掲げた時、集まってきた義勇兵の中にいた、ベルファスト村の隣村であるセンチネル村の剣士。ラナール決戦後、鎧騎士の部隊にて功績を立てるなどをし頭角を表した。
初登場時のHPは700。円卓の騎士就任時に900（レジェンド・オブ・ブリティスより）。
- ファミコン：村近くの森でザビロニア兵と戦っている所、皇騎士の加勢を受け、仲間になった。
- スーパーファミコン：センチネル村を訪れた皇騎士に腕試しを挑み、敗れる。皇騎士が気に入り、仲間に。
- 漫画：円卓の騎士を探す皇騎士のもとに「おらぁ皇騎士を味方するぜ！」と、馳せ参じた。農民出身。

風騎士ガンダムマークII/嵐騎士<ストームナイト>ガンダムマークII（ガンダムMk-II(エゥーゴ仕様)）
先の円卓騎士団、嵐騎士ガンマガンダムの第二子。落城寸前に父・兄と共に城を脱出後、二人と生き別れになった。その後の経緯は不明だが、皇騎士参戦を聞きつけ部下として加入する。ゼ・ダン要塞攻略戦において麗騎士・重戦士と共に皇騎士の部隊に加わり皇子を助ける。生き別れになった実の兄と敵対する悲劇にもめげず、父の称号である嵐騎士の称号を継ぎ、新生円卓の騎士となった。着用する鎧は、父が円卓の間に隠した愛用の鎧と武器だったことがコンプリートボックスで発覚する。
初登場時はHPは1500。その後、ザビロニア帝国との戦いで傷つき、900まで低下したが、嵐騎士となり円卓の騎士のメンバーになることで、HP2500にまで成長した。
- ファミコン：ファミコンでは2パターンに分かれる
  1. アイリッシュ地方・風のアジトで名声値が500以上あると仲間になる。
  2. アイリッシュ地方・風のアジトで名声値が500以上無いと仲間にならず、ソ・ドンの町の宿屋で仲間になる。ソドンの町で仲間にした場合でもレベルは同じなため、時期的に不利である。

- スーパーファミコン：アイル地方ティンタージェル城で牢屋に入れられ、王の間で処刑されかけた所を麗騎士に助けられ共に仲間になる。
- 漫画：『流星の騎士団』開始と同時に仲間として出ているので詳細は不明。終盤では身体を張って兄・闇騎士を正気に戻した。

元祖SD No.93（風騎士）。
麗騎士レッドウォーリア/麗紅騎士<スカーレットナイト>レッドウォーリア（レッドウォーリア）
名声を求めブリティス軍に参加した、ブリティス国外の貴族。ラナール戦後に解放した、ノース・アイリッシュ・アイルいずれかの地域で仲間になった。ゼ・ダン要塞攻略戦において風騎士・重戦士と共に皇騎士の部隊に加わり、地位や名誉にこだわらない、前に進む意志の強さを身につける。異国に旅立った親族の他、先代円卓の騎士に血縁がいる事が後に判明する。
初登場時はHPは1400。円卓の騎士就任時に1600（レジェンド・オブ・ブリティスより）。
- ファミコン：ファミコンでは2パターンに別れる。
  1. アイル村の大騒音公害で、村人全員が寝不足で困っているにもかかわらず平然としている彼と話すと仲間にする。
  2. 風のアジトで風騎士を仲間にすると仲間にならず、ソ・ドンの町の宿屋で仲間になる。二刀流の使い手で一撃の威力は劣るが、唯一通常攻撃が2回攻撃の仲間キャラ。

- スーパーファミコン：アイル地方ティンタージェル城の武術大会で決勝戦で戦う。優勝後、風騎士と共に王の間で仲間になる。
- 漫画：『流星の騎士団』開始と同時に仲間として出ているので詳細は不明。

元祖SD No.92（麗騎士）。
BB戦士 No.86（麗騎士）。
重戦士ヘビィガンダム/剛騎士ヘビィガンダム（ヘビーガンダム）
ブリティス対ザビロニアの戦争におき、ブリティス軍に雇われた傭兵。力のみが全てと信じるパワーファイターだったが、皇騎士と共に戦う中、力だけではなく優しさも必要だと、真の強さを知る。ゼ・ダン要塞攻略戦において風騎士・麗騎士と共に皇騎士の部隊に加わり、窮地に陥った皇子を助ける。
初登場時のHPは1300。円卓の騎士就任時に1500。
- ファミコン：アイリッシュ地方・アイリッシュ村の入り口を守っている。戦いに勝つと仲間になる。
- スーパーファミコン：リバール地方・ソドンの町手前の橋で「武者修行」と称し、そこを通る者と戦っている。倒すと仲間に。
- 漫画：『流星の騎士団』開始と同時に仲間として出ているので詳細は不明。食べている時が一番幸せらしい。蛞蝓が苦手。

僧侶ガンタンクR/僧正<ビショップ>ガンタンクR（ガンタンクR-44）
円卓の騎士団の生き残り。ブリティス落城時の戦いで自害しかけた白金卿を杖で殴り倒し脱出した後は、ゼ・ダン要塞近くのソ・ドンの町に隠れ、世捨て人を装い反旗の時を待っていた。ゼ・ダン攻略後にバーリントンの町で皇騎士と合流。攻撃魔法にはそれほど特化していなかったが、先の大戦での後悔から潜伏中に習得した。ブリティス最高位の魔力の使い手としてブリティス城内の魔力戦で活躍する。新生円卓の騎士団で先代からの続任は白金卿と彼だけである。弟子にザビロニアの道士ダギ・イルスがいる。
初登場時は僧侶として自分を偽り、能力もMP500程度に抑えていたが、ブリティス城で邪道士ダギ・イルスと戦ったときにはMPは1500と本来の自分の力を発揮していた。円卓の騎士就任時に1750（レジェンド・オブ・ブリティスより）。
- ファミコン：ゼダンの要塞の入り口前で仲間になる。銀の円盤無しでどうやって来たのかは不明。
- スーパーファミコン：アングルーシーの村で、邪道士ダギ・イルスによる悪夢でうなされていた皇騎士を助け、そのまま仲間になる。
- 漫画：ゼ・ダン要塞中、謎の老人として登場、決戦終了後に正体を明かし、仲間になる。

灼騎士<バーンナイト>ガンダムF91/灼熱騎士<バーニングナイト>ガンダムF91（ガンダムF91）
ブリティス最大の反ザビロニア組織のリーダー。放浪の騎士と呼ばれる。経歴・過去は不明だが、ザビロニア抵抗組織で培った幅広い友人層を持つ。兄弟弟子はザビロニア帝国の銀騎士ビギナ・ギナ。ゼ・ダン攻略後、バーリントンへやってきた皇騎士に城内の主力部隊が撤退した事を告げて隊に加わる。迷いの森を経て、主力を欠いたとはいえ強力なザビロニア軍に苦戦を強いられる奪還戦において多大な成果をあげる。後の聖機兵物語は、彼の旅立ちからスタートする。
初登場時のHPは2500で、その後円卓の騎士として灼熱騎士となったときには5000にまでのし上がった。
- ファミコン：ザビロニアより奪還した拠点「不死鳥の館」におり、館の最上階で会うと仲間になる。加入前に特別なデモシーンが用意されており、他の円卓の騎士より扱いが良い。
- スーパーファミコン：シュールズの町で苦戦している彼を助けると仲間になる。
- 漫画：ジュニア三兄弟と共に魔の森に変えられてしまったバーリントンの町で、モンスターを倒しつつ皇子の到着を待っていた。正体を明かすと仲間になる。

元祖SD No.91（灼騎士）、No.107/No.0048（灼熱騎士）
BB戦士 No.92（灼騎士）
剣士F90ジュニア/騎士F90ジュニア（ガンダムF90Sタイプ）
闘士F90ジュニア/重騎士F90ジュニア（ガンダムF90Dタイプ）
僧侶F90ジュニア/法術士F90ジュニア（ガンダムF90Aタイプ）
鎧騎士ガンダムF90の子供達。兄弟の序列は一切不明。それぞれ技・力・魔法を学び三人で行動・戦闘する。参戦を父に止められていたが納得できず、灼騎士の反乱軍に加わった。灼騎士に鍛えられ部下として成果を挙げる。
『聖機兵物語』では彼らの上にさらに兄がいる事がわかる。その長兄はある事件を起こしたために、七年以上前に出奔している。
初登場時には3人合わせてHPは2000。円卓の騎士就任時に2400。
- ファミコン
  - 僧侶：チェスターウィンの町で、勝手に梟の館に攻め込んだ剣士・闘士を止めるため、父親に助けを求める。話しかけると仲間になる。
  - 闘士：王家の谷を抜けた先で、梟の館に捕まった剣士を助けに行くべく、父親達を待っている。話すと仲間になる。
  - 剣士：梟の館の牢屋に捕らえられており、助け出せば仲間になる。
  - 3人とも円卓の騎士就任後にステータス画面の名前が変わらない。

- スーパーファミコン：バーリントンで牢屋に入っている所を三人に助けられ、仲間になる。
- 漫画：灼騎士と共に魔の森に変えられてしまったバーリントンの町で、モンスターを倒しつつ皇子の到着を待っていた。正体を明かすと仲間になる。F90からはそれぞれ「アン」「ポン」「タン」と呼ばれており、「ジュニア」と呼ばれたことは一度も無いらしい。

闇騎士<ダークナイト>ガンダムマークII（ガンダムMk-II(ティターンズ仕様)）
最後に加入した新生円卓の騎士。ザビロニア帝国 主要登場人物での詳細を参照。

### 先代円卓の騎士団
七年前の侵略戦争で散り散りとなり、長らく詳細などが不明だった先代達だったが、カードダス20周年記念として円卓の騎士編が復刻された際に、今まで判明していたメンバーの詳細以外に、それまで不明だった残りの騎士達の設定と所在が判明した。
全体の半数は新規書下ろしの扱いだが（ガンマガンダム・コナンガンダムについては正規カードダスにおいて正式登場）、幾人かは後のシリーズで登場した面々である。
キングガンダム（プロトタイプガンダム）
ブリティス王国の王。ブリティスの歴史上で初めてガンダムの名を持つ王で諸国からMS王と称されるほど人望の厚い人物だったが、ザビロニア奇襲の時に手傷を負い、名もなき若き騎士に看取られて没する。その後は魂だけの存在となり、七年間円卓の間で息子・皇騎士が訪れるのを待っていた。王位を息子・皇騎士に譲りようやく安息を迎える。皇騎士への王位継承後はキングガンダムI世と称す。MPは3000。
- ファミコン：円卓の間で登場。聖杯について語った後王位を譲り消える。かと思いきや聖山ロンデニオンで重甲騎士隊・二世隊それぞれの最終決戦直前で全体力回復する。
- スーパーファミコン：皇騎士の悪夢に登場。その後、円卓の間で息子と再会し、聖杯について語った後王位を譲り消える。
- 漫画：正義のために戦いたいと涙する皇騎士の意思に答え、円卓の間に現れ王位を譲る。

嵐騎士ガンマガンダム（ガンダムMk-II/リック・ディアス）
先代円卓の騎士で闇騎士、風騎士兄弟の父。七年前のザビロニアによるブリティス侵攻の際に、縁の深いキングガンダムとブリティス城を最後まで守り、陥落した城から2人の息子を連れて落ちのびる。途中、森で落人狩り部隊のザビロニア兵の接近に感づき、息子たちに「私が戻るまで絶対に動くんじゃないよ」と言い残し、怪我を押してザビロニア兵に戦いを挑む。その後、息子たちのもとへ戻ることはなかった。いつの日か必ず皇騎士と共にブリティス城に来るであろう息子達のために、円卓の間に愛用の鎧と武器を残す（デザインの相違によりカードイラストとは別のもの）。
七年後、闇騎士は親子3人が生き別れとなった森で父ガンマガンダムの霊と出会い、父を殺害したのがザビロニアの兵だと知ることとなる。なお、ブリティス落城前後か定かではないが、ラクロア王国で「嵐騎士ガンマガンダム」という名の騎士が目撃されている。
当初はガンマガンダムの正式なデザインが存在しなかったために（最初にガンマガンダムの姿が確認されたカードダスバトルは、イラストレーターの推測等が入る）、その容姿は嵐騎士を襲名した次男のマークIIのイラストをそのまま流用していた（ゲームの場合は同一のグラフィック）。コンプリートボックス第三弾発売に伴い決定した容姿では、明るい緑主体だった色合いから、灰色が主の、同じ系統の鎧ではあるが次男とは意図的に違うカラーリングに変更し、ゼータ顔のマスクを着用。新規作画イラストには第一期デザインの盾は付属しないものの、闘士メガガンダムの記述でそれは彼から「受け継いだもの」であると明言される。状況から彼の没後と思われ後にそれは闇騎士へと受け継がれるが、どのような経緯で継承したかは不明。HPは1000。
- ファミコン：ブリティス城陥落の時に最後まで戦ったとされる。ゲーム本編には登場しない。
- スーパーファミコン：七年前の戦争の時、ザビロニア軍と戦って戦死。キングガンダムからブリティス城に隠された聖杯の封印を解くカギの管理を任されていたため、その所在を聞きに過去へとやってきた皇騎士と出会う。この出来事でガンマガンダムは何らかの事情による自らの死を悟り、城の壁に未来の皇騎士へ遺言を残した。
- 漫画：ガンマガンダムの話は出てこない。

白金卿
鎧騎士の抜けた円卓の空席にガンキャノンを推挙するが、その事を彼は終生後悔することになる。HPは1000。
僧正ガンタンクR
当時は同僚の法術士メテオガンダムに比べて攻撃魔法に長けておらず、それ故にザビロニアに負けたと後悔し、隠遁生活の中で攻撃魔法の会得に努め錬磨を重ねていくことになる。HPは500。
詳しくは新生円卓の騎士の項目を参照。
銀騎士Ζ<ズィー>ガンダム（Ζガンダム3号機）
孤高の騎士と呼ばれる。当時赤の騎士隊を率いていた赤いビギナ・ギナの侵攻を、知略と剣技を駆使し孤軍奮闘した。ブリティス没落後ビギナ・ギナとの一騎討ちの末に果てる。彼を倒したビギナ・ギナはその戦い振りに心打たれ、銀騎士の称号を受け継いだ。HPは2000。
闘士メガガンダム（メガゼータ/プロトタイプΖΖガンダム）
アルガス騎士団の闘士ダブルゼータの親戚筋に当たる。
愛用の斧に付属する鉄球は、一族の勇者ダブルゼータから譲り受けたもの（ダブルゼータのカードで確認ができる）、後にガンマガンダムに受け継がれ、さらに闇騎士ガンダムマークIIが所持する事となる。この間の経緯は不明。HPは800。
重戦士ガンキャノン（量産型ガンキャノン）
鎧騎士辞任後に任命された、騎士団最年少の戦士。第2章に登場する戦士リュウと同じ流派の爪付き手甲の使い手。
親友である白金卿が旅に出る際、頭の羽根飾りの片方を餞別に託しているが、それが今生の別れとなった（そのため、先代の円卓の騎士達を描いたカードダスにおいて白金卿の頭部には羽根飾りは付いていない）。ザビロニア帝国の襲撃の際自ら城門の守りを買って出る。HPは900。
下記メンバーについては、2008年8月から詳細が明らかになった。
竜騎士ファルコガンダム
新SDガンダム外伝 ナイトガンダム物語の主人公ゼロガンダムの父親。当時は武者修行中のため雷一族の技と奥義を封印し、竜騎士となっている。貪欲な野心家と称され、キングガンダムとは公私に渡りライバル関係であった。鎧騎士辞任の一件に深く関係している。
グラナダ地方で起こった異変の調査に向かったまま、息子共々消息不明となる。HPは3000。
蛮騎士コナンガンダム（コマンドガンダム/コナン）
カードダス バトル･オブ･ナイツにて登場。正規シリーズのキャラではなかったが本編に昇格。何者かに操られ竜騎士を敵と狙うが自己修復で誤解は解けた。後に因縁のある何者かを追い行方不明となる。
正体は何らかの事情である場所からやってきた異国の騎士。HPは2000。
仮面騎士ジェイバー（ガーベラ・テトラ）
新SDガンダム外伝 ナイトガンダム物語にてドレスデン王国騎士団長として登場。所在を離れ、伝説の騎士団を学ぶべくブリティスに訪れる。名の知れた人物であるらしく、円卓の騎士時代では仮面騎士として正体と奥義を隠して参加していた。
親友ファルコに先駆けてグラナダ地方に向かい、情報収集を行っていた。HPは2000。
法術士メテオガンダム（ハイ・ストリーマーの星野之宣版νガンダム）
機甲神伝説にてダバード王国所属の魔法剣士メテオガンダムとして登場。研究気質の持ち主で、攻撃魔法を極めるべく各地を転々としている放浪の術士。研究以外の関心が薄く、円卓の騎士という立場にも執着が無いのか、平和に飽きてブリティスを飛び出していった。後にブリティスで学んだことは魔法剣へ結実する事となる。HPは1500。
騎士アーサーガンダム
タビト城を守る騎士として、ピピンアットマーク及びPower Mac用のトレーディングパソコンゲーム『SDガンダム外伝』で登場。本編には関わらないキャラクターだったがコナン同様に昇格、キングガンダムI世の実弟にして鎧騎士の師匠であることが判明した。
彼がタビト城を守る騎士となっていた理由は、彼は「傲慢な性格」であったため、ファルコの進言によりタビト国へ修行に出されていたからである。このことが円卓の騎士団崩壊の端緒となり、ブリティス滅亡へと繋がった。HPは1500。
【十三人目の円卓の騎士】薔薇騎士ロゼッタガンダム
一般公募によって決定された、旧円卓の騎士団最後の一人。くせ者揃いの旧円卓の騎士団紅一点の女傑。時系列上においてノーベルガンダムよりも先に登場した女性ガンダム族で数多くの武勇伝を持つ。その名の通りレッドウォーリア一族であり、出身は吟遊騎士レッドウォーリアRと同じアルマータ地方レガシム（設定では公国と記載）。麗騎士時代のレッドウォーリアに自らの武勇伝を語って聞かせたという。初期設定ではレガシム騎士団長であった。HPは1300。

### ブリティス王国所属の人物
賢者アントニオ
ブリティス王家に仕えていた賢者で皇騎士の育ての親。ベルファスト村で皇騎士を七年間匿っていた。皇騎士の行く先々でブリティス王家のアイテムを渡すなどの手助けをする。MPは100。
- ファミコン：ザビロニア来襲の際、ジムに姿を変え、記憶を封印している皇騎士の封印を解く。
- スーパーファミコン：必殺の魔法を知っているとハッタリをかましザクエスを追い払う。
- 漫画：ファミコン版と同様。こちらは世間の目をごまかすため、賢者というには程遠い飲んだくれのフリもしている。

猛将ヴァトラス
ブリティス王家皇子の証である、ヴァトラスの剣の最初の持ち主。アントニオの話では、剣には彼の魂が宿っており、ヴァトラスの志を受け継ぎ国を平定した者がブリティス王家の祖先であるという。
- ファミコン：登場せず
- スーパーファミコン：ヴァトラスの山で皇騎士に自らの剣を託す。山頂の墓からスダ・ドアカワールドを見守っている。
- 漫画：未登場。

徳道士ダギ・イルス（ダギ・イルス(連邦仕様)）
僧正ガンタンクRの弟子。一時ザビロニア帝国の邪道士だったが改心しブリティス側につく。MPは2400。

### その他

#### 第1章
戦士リック・ディアス（リック・ディアス）
ベルファスト村に住む戦士。円卓の騎士団に参加した。HPは400で、ザビロニア帝国の闘士シュツルムディアスとは遠縁でもある。アルガス騎士団に同姓同名のリック・ディアスがいるが、これについては同族か、同姓同名の赤の他人である模様。
兵士ジムライト（ジム・ライトアーマー）
弓矢が武器のベルファスト村の兵士。HPは200で、やたら人数が多い。
- スーパーファミコン：ベルファスト村の入り口にいる。最初に仲間になるキャラ。顔グラフィックはミスにより兵士ウインタージムのものになっている。

盗賊カイ（カイ・シデン）
ベルファスト村に住み着いた盗賊。HPは30で、村長の娘ミハルが好きらしい。昔、竜の神殿と呼ばれる遺跡へ盗みに行った際、とある竜神より竜の首飾りを託された。
- 漫画：ザビロニア軍に奪われた村長の首飾り（竜の首飾り）を所持。これが縁で続く第二章・最終章での困難を手助けする事になる。
- スーパーファミコン：貴重品収集に欠かせない「盗む」が使える唯一のキャラ。通常は春の章と冬の章でしか仲間として使えないが加入時期をあえて後回しにする事により夏の章や秋の章でも加入させることができる。

道士ジムトレーナー（ジムトレーナー）
ヴァトラスの剣の情報をくれる。MPは300で、少しなら魔法も扱える。
村長スミス（スミス）
ベルファスト村の村長。HPは50。
ミハル（ミハル・ラトキエ）
村長の娘。HPは20。
- 漫画・ファミコン・スーパーファミコン: 皇騎士によって邪騎士ザクエスから助け出される。

村人ジムクルーズ（ジム）
ベルファスト村の住人。HPは10。

#### 第2章
闘士Gディテクター（ガンキャノン・ディテクター）
ゼダンの村の住人。ザビロニアの侵攻に怒っている。HPは400で、手にしているハンマーは岩をも砕く破壊力を持つ。
騎士ディジェ（ディジェ）
元ブリティスの騎士だが、ゼダンの要塞守備隊の任に就かされていた。皇騎士の登場を知りブリティス側に戻る。HPは700で、双剣の使い手でもある。
ゲーム：リオネス城の地下に幽閉されている。
戦士ハヤト（ハヤト・コバヤシ+ガンタンク）
戦士リュウとコンビを組む。HPは220と低めだが、空中からのトマホーク攻撃にはリュウからの厚い信頼がある。
漫画：負傷を推して先遣隊より遅れて出撃した皇騎士を補佐するがバウゴイルの槍で重傷を負う。
戦士リュウ（リュウ・ホセイ+ガンタンク）
近接戦闘型のパワーファイター。HPは280で、ハヤトよりも能力は高い。
町娘マサキ（マサキ）
負傷した兵士の手当てをしている。HPは20。
商人ペルガミノ（ペルガミノ）
リバール地方の武器商人。HPは80で、いろいろと裏取引にも手を染めているらしい。
・ファミコン：名前はないが、ザビロニア村に「モウサ印の爆弾」を売るペルガミノと同じ顔の商人が登場する。
・スーパーファミコン：ザビロニアにこっそり武器を流している事を皇騎士達に突き止められ口留めとして通行証を渡してくれる。
町人ジムワトソン（ジム）
ソドンの町の住人。HPは10。
兵士ウインタージム（ジム寒冷地仕様）
ソドンの町の兵士。HPは350で、人海戦術を得意とする。
- スーパーファミコン：前述のミスにより、兵士ジムライトのグラフィックとして顔のみ登場。

#### 第3章
闘士ヘビーガン（ヘビーガン）
灼騎士F91と共に各地を放浪していた。HPは850で、ザビロニアの闘士たちとも互角に渡り合えるだけの実力を持つ。
戦士アポリー（アポリー・ベイ+リック・ディアス(鎧甲)）
市の自警団員。槍を得意とするものの、基本的に臆病者で、部隊を見失い戸惑っている。HPは350。
戦士ロベルト（ロベルト+リック・ディアス(鎧甲)）
自警団員だが既に老齢で役に立たない。HPは300。
偵察員オスカー（オスカ・ダブリン）& 偵察員マーカー（マーカー・クラン）
バーリントン市の若者。ブリティス城への道案内を申し出る。だが、迷いの森の中で迷ってしまい、あまり役には立ってくれなかった。HPは220。
市長カーバイン（メラニー・ヒュー・カーバイン）
ブリティス城の城下町バーリントン市市長。小心者で、少し前まで、ザビロニアの忠実なしもべだった。HPは150。
- スーパーファミコン：バーリントンで皇騎士たちを罠にはめ、投獄するが、騎士キュベレイと密談しているところを見られてしまい、彼の敗北とともに改心する。

娘ベルトーチカ（ベルトーチカ・イルマ）
市長の娘。ザビロニアに屈伏していた父親を内心歯がゆく思っている。HPは30。
- スーパーファミコン:罠にはまった皇騎士を助けに行くF90ジュニアにカギを渡した。そして、カーバインを始末しようとする皇騎士から彼をかばった。

市民ジムガルシア（ジム）
バーリントン市の市民。HPは10。

#### 第4章
剛戦士Gキャノン（Gキャノン）
灼熱騎士F91の親友。かつてはキングガンダムに仕えていた。HPは1500とかなり高め。先端に刺のついたハンマーが最大の武器。
騎士クリス（クリスチーナ・マッケンジー）
魔法装備に身を包んだ女性騎士。素早い動きが自慢で、人間種の騎士の中では最強の能力を誇り、ザビロニア帝国の邪騎士や重闘士とも対等に渡り合える実力者。HPは1800。
ゲーム：F91の部下として太陽の館を守護するがザビロニア本国をあえて囮とした別動隊に館を掌握される。
リオネス城主の娘として登場するがザビロニアに対する方針の違いにより父の元を去る。
戦士ビルギット（ビルギット・ピリヨ）
銀の装備で身を固めた戦士。HPは700と、人間種としては高いものの、ロンデニオンに進軍したザビロニア軍に対抗するにはいささか力不足といったところ。銀の装備のため、魔法に対して高い抵抗力を持つ。
ゲーム：人里離れた小屋で戦士ハイザックに襲われている所を皇騎士達に助けられる。どこにでも名馬を呼ぶ鬣を渡してくれる。
番人ジムニコルソン（ジム）
聖山ロンデニオンの番人。ザビロニア軍のロンデニオン進軍をブリティス軍に知らせた。HPは10。番人とは言うが、実際に戦えるわけではない。
兵士ジム（ジム）
ブリティス軍の兵士。剣士隊、槍隊、弓隊がいる。それぞれHPは500と兵士の中ではかなり高め。

### ザビロニア帝国

#### 主要登場人物
帝王グレート・デギン（デギン・ザビ)/邪獣王ギガ・サラマンダー(サイコ・サラマンダー）
ザビロニア帝国の帝王。「ロンデニオンの聖杯」によって永遠の命を得るため、その封印を解く鍵を手に入れようとブリティス王国に侵攻し、キングガンダムを討ち王家を滅ぼす。聖杯の間で円卓の騎士たちと対面、邪獣エレメンタルラフレシアと融合して、邪獣王ギガ・サラマンダーとなる。もともとのHPは2000で、ギガ・サラマンダー時のMPは150000。キングガンダムII世が聖杯で10倍の力を得なければ、とても太刀打ちできなかった。かつてブリティス侵攻当時は邪獣王の姿だったが、エレメンタルラフレシアの触手を自らに発現させて全軍を思いのままに操ることができる触手の精神支配能力で軍師だった呪術士ギガン立案の作戦を実行、サテライトギャザーによる撹乱でわずか数日でブリティス軍を降伏させたものの能力をほとんど使い果たしてしまい以降は人間の姿になっていた。
- ファミコン:重甲騎士たちに敗れた邪獣エレメンタルラフレシアと融合し、キングガンダムII世たちと戦う。
- スーパーファミコン：ファミコン版とほぼ同じだが、円卓の騎士13人全員でのラストバトルとなる。
- 漫画：真の姿が邪獣王であり、悪道士α・アジールの魔力によってその力を封印されていたものがグレート・デギンであるとされた。α・アジール（聖杯の呪いで邪獣エレメンタルラフレシアに変えられてしまった）を、キングガンダムII世が倒してしまったために封印が解ける。空間そのものを喰らう「邪空幽牙弾」を使い、円卓の騎士たちを苦しめた。

闇騎士<ダークナイト>ガンダムマークII（ガンダムMk-II (ティターンズ仕様) ）
先の円卓の騎士、嵐騎士ガンマガンダムの第一子。落城寸前に父・弟と共に城を脱出後、二人と生き別れになった。ザビロニアに捕縛され、父と弟がキングガンダムに殺されたと教え込まれ育ち、ザビロニアの一員として成長する。最強の暗殺部隊「黒の部隊」に所属。ブリティス城奪還戦で部隊長ザビ・ギロス配下として皇騎士を迎え撃つが、父と共にキングガンダムに殺害されたと思っていた実の弟と再会し混乱。葛藤の末、聖山ロンデニオンでキングガンダムII世軍と合流。新生円卓の騎士最後の1人としてグレートデギンと戦った。グレートデギンから戴いた名馬タイタンに騎乗。新生円卓の騎士団結成の際には居合わせなかったため名称に変化はなく、味方になった際には瞳、ジャケット及び刺々しかった肩アーマーの形状変更と同時にフェイスガードも跳ね上げられ、素顔があらわになっている。初登場時はデータ不明で、「キングガンダム編」ではHPは9999、その後、円卓の騎士として目覚めたときにはHPは10000になっていた。
- ファミコン：重甲騎士の分隊が聖杯の間にたどり着くと現れ味方となるが、パーティメンバーにはならない。聖杯に張られていた結界に触れて命を落としたかに見えたが、無事生き残り新生円卓の騎士の一員となる。
- スーパーファミコン：聖杯の間に入る。記憶を取り戻しグレートデギンから聖杯を奪い仲間になる。
- 漫画：ブリティス城奪還戦、迷いの森で風騎士と出会うものの、彼が洗脳されたという説明は無くブリティス城でも登場がない。ロンデニオン地下の海底洞窟でキングガンダムII世の身代わりとなった弟を傷付け、その返り血を浴びた事で正気を取り戻し、仲間になる。

元祖SD No.94。

#### 第一章・ラナール地方領軍
領主ガルマ（ガルマ・ザビ）
ラナール地方の領主。帝国よりラナール地方統括を命じられていた。HPは190で、自身は戦わない。彼自身は領主のつもりでいたが、実質はザビロニアの傀儡でしかなかった。
- 漫画：ザクロードが負けるや否や逃走するが、館を取り囲んでいたベルファスト村の兵士達に捕らえられる。
- ファミコン：皇騎士達から自分を庇い助命を乞うイセリナの姿に改心しワールドマップと跳ね橋の開通をしてくれる。
- スーパーファミコン：ファミコン版と違い改心する事なく逃走するが後述の流星の騎士団編のドズル同様足取りは不明。

イセリナ（イセリナ・エッシェンバッハ）
ガルマの妻。HPは40。悪事に走る夫を心配している。
邪騎士<エビルナイト>ザクエス（ガルマ専用ザク）
ザビロニア帝国の邪騎士。キングガンダムⅠ世の息子を始末するため村々を襲っていた。七年前の因縁から来るその残酷なふるまいから、周囲では恐れられていたという。HPは990。
- 漫画：ブリティス城から脱出した鎧騎士F90と皇騎士を襲うが、すんでのところで逃げられる。その後、第二章で流星の騎士団に倒されるが、死に際に自爆して皇騎士に重傷を負わせた。
- スーパーファミコン：ベルファスト村での出来事の後はファミコン版と違い鎧騎士を幽閉したオックスの塔の監視として皇騎士たちと戦う。秋の章では量産型雑魚として再登場する。
- ナイトガンダム パズルヒーローズ：愛馬ガウ (ガウ）を駆る。

魔剣士ザクロード（サイコミュ試験型ザク）/モンスター ザクトパス（サイコミュ高機動試験用ザク）
ラナール地方領最強の剣士。ガルマの背後から実質的にラナールを支配していた。皇騎士率いる義勇軍とラナール城主の間で戦う。ザクロードのままでは勝てないことを悟り、ザクトパスへ変身。湖へ皇騎士を引きずり込むも、竜の首飾りの力によって滅ぼされた。再生能力に優れており、足くらいならば切断されてもすぐに再生できる。HPは1900～4440。
- ファミコン：領主の間で戦い勝利する。ガルマ改心後タコの特性か城内で再び戦う。その後もまた襲おうとするが、竜の首飾りの力で完全に滅びた。ここでは湖に落ちない。
- スーパーファミコン：領主の間で白金卿合流後戦闘。その後ザクトパスとなりメンバー全員を湖に引きずりおとし戦う。竜の首飾りは関係ない。
- 漫画：ガルマの命令で登場。その後駆けつけた白金卿のアドバイスで倒されるがザクトパスとなり、皇騎士を湖に引きずり落とす。皇騎士が息絶えた所でヴァトラスの剣を奪おうと湖に飛び込んだカイが竜の首飾りを付けていたため、それによって現れた水の世界の偉大なる主の力を借りた皇騎士によって倒される。騎士形態でも本性の体質を活かし墨で部屋を闇で覆う奇襲戦法・暗黒天地を得意とする。

呪術士ダーティギャン（ギャン）
ザビロニア帝国の呪術師。ザクロードの参謀で、ザクロードとともに、陰からガルマを操っていた。ガルマの館内の魔術師たちを指揮する。MPは1300。
- ファミコン：漫画版で名前が出たノース地方の砦のボスとなっており、原作より登場が後回しになっている。メガマインドの魔法はパーティ全員の精神力を削り混乱をも誘う。アプリ版ではメガマインドの頻度は下がったが、一撃必殺のマインドを使用するようになった。
- スーパーファミコン：ガルマの館内の中ボスとして登場しデス、スリープ、シールド、ライトニングなどの魔法を使うが、特筆する強さもない相手。秋の章でザクエスと共に量産されて登場する。
- 漫画：皇騎士たちが館に近づく事を占うが敵襲にロクに対応できずガルマに報告した後はザクロードの登場と共にフェードアウトするため生死は不明。

戦士ハイザック（ハイザック）
ザビロニア軍の下級戦士。ザクエスとともに、ベルファスト村を襲ったことも。シールドとトマホークをバランスよく使いこなす。HPは420。後に、スキウレドラゴンに乗った個体が登場する。
戦士アクトザク（アクト・ザク）
ザビロニア帝国の戦士。変形型トマホークを武器とする。HPは490。
戦士マラサイ（マラサイ）
ザビロニア帝国の戦士で、領主の館に続くダンジョンを守る。赤い鎧が特徴的。HPは530。
闘士シュツルムディアス（シュツルム・ディアス）
ザビロニア帝国の闘士。ベルファスト村の戦士リックディアスとは遠縁。自身が持つバトルアックスの威力に絶対の自信を持っている。HPは640。
騎士リックドム（リック・ドム）
ザビロニア帝国の騎士。ガルマの館への橋を守る。騎士としての実力は平均的なものだが、バランスは取れている。HPは690。
騎士メッサーラ（メッサーラ）
ザビロニア帝国の騎士。領主の館に続く地下通路を守っている。気配を殺して相手に接近するのが得意。HPは730。
騎士バウンドドック（バウンド・ドック）
ガルマの館を守るザビロニア帝国の騎士。かなり高い能力の持ち主で、邪騎士を除けばラナール地方に派遣された騎士の中では最強。特殊な形状の盾を使いこなし、動きもかなり素早い。HPは790。
僧侶ザクタンク（ザクタンク）
ザビロニア帝国の老僧侶。近ごろの若者の礼儀知らずさを嘆いているが、本人も相当な頑固者。館へ続くダンジョンを守る。MPは540。
魔術師ザクキャノン（ザクキャノン）
ガルマの館を守る。MPは730と個体としての魔力はかなりのもので、そのうえ魔術師には珍しく、集団で行動する。
戦士ガデム（ガデム+ザクI(鎧甲)）
ガルマの館を守る老戦士。HPは320とそこそこだが、いくつも戦いを経験しており、死ぬ時は戦場で、と決めている。
- スーパーファミコン：ティンタージェル城の武術大会で戦う。ザクIをイメージした鎧を着用。

騎士ジェリド（ジェリド・メサ+バイアラン(鎧甲)）
ガルマの館を守る人間族の騎士。気障なセリフが目立つが、実力はそれほどでもない。HPは280。バイアランをイメージした鎧を着用。
- スーパーファミコン：ティンタージェル城の武術大会で戦う。

モンスター バットドップ（ドップ）
コウモリ状怪物。吸血蝙蝠の仲間らしい。HPは90。
モンスター ゲゼマタンゴ（ゲゼ）
キノコ状怪物。胞子をまき散らし、次々と増殖する。HPは140。
モンスター チキンゾック（ゾック）
草原に生息する鳥状怪物。動きは素早く、そのうえ鳴き声がうるさい。HPは170。
モンスター マリンハイザック（マリン・ハイザック）
水辺に生息する怪物。三又の槍を使い、複数で行動する。HPは190で、2体で登場する。
モンスター ヘビィグフ（グフ重装型）
ガルマの館に繋がる地下通路を守る。モンスターだが、戦士や闘士に近い戦い方を好む。固い表皮で攻撃を受け付けない。HPは230。
モンスター ハンターゾゴック（ゾゴック）
高い知能を持ち、ブーメランを扱う。HPは290。
モンスター ギガンローパー（ギガン）
体の横に複数の触手を持つ怪物。スピードは遅い。HPは330。
モンスター キラービット（ビット）
森に生息するハチ。複数で行動するが、個体としての能力も結構高い。針には毒がある。HPは370。
・漫画：ジークジオン編の時間軸に当たる番外編の妖魔帝エルガ編にて登場。リックディアスの亡骸に卵を産み付けて孵化させる驚愕の生態を見せる。

#### 第二章・ゼ・ダン要塞軍
城主ドズル（ドズル・ザビ+ビグ・ザム(鎧甲)）
ゼ・ダンの要塞城主。人間族ながらMS族に匹敵する戦闘力を持っている帝国歴戦の勇士。HPは420。
- 漫画：ザビロニアの魔術で岩の人間になっている。
- ファミコン：フォーミュラ隊編のボスだがベルガ・ダラスと違い単純な攻撃しかできずロンメルドワッジと大差ない相手。アプリ版では真の姿のドズルビグザム（前作のゴーストビグザムのドットの色違い）に変身する。
- スーパーファミコン：皇騎士達がベルガ・ダラスとの幻夢界での死闘を制した時にはガルマ同様要塞を逃亡しており足取りは不明。

侍女ナナイ（ナナイ・ミゲル）
ドズルに仕える侍女。美しい外見で、意思が強い女性。HPは30。ゲーム作品では伝説の騎士団とアプリ版のみの登場。
呪騎士<カースナイト>リゲルグ（リゲルグ）
ゼ・ダン要塞所属の呪騎士。その太刀筋は呪われているという。裏切り者の騎士ギャプランを抹殺するため現れる。幻闘士ロンメルドワッジとコンビを組むことが多く、そのツープラトン攻撃はザビロニア帝国内部でもかなり恐れられている。HPは2000。
ファミコン：アイル砦の城主を務め攫った研究者に騒音で住民を苦しめさせるが実は影武者であり、本物はゼダンの要塞を守っている。皇騎士に倒された際死に際に子供（ジム）に戻る呪いをかける。
スーパーファミコン：原作通りゼダンの要塞を守護。混乱攻撃を得意とする為多少手ごわい。後に冬の章で雑魚として再登場。
幻闘士ロンメルドワッジ（ドワッジ改）
ゼ・ダン要塞所属の幻闘士。幻術を用いリゲルグとコンビを組む。その実力から、呪騎士リゲルグとともにザビロニア帝国内部では一目置かれる存在。幻で敵をかく乱させつつ、その巨大な斧で止めを刺す。HPは1900。
ファミコン：アイリッシュ砦の城主であり村の人々をさらうが、本物は相方のリゲルグ同様ゼダンの要塞にいる。リゲルグと違い影武者とあまり能力が変わらない。
- スーパーファミコン：ティンタージェル城でグレートデギンの影武者を演じていた。全体攻撃の突撃と幻闘士の異名通り幻惑攻撃を得意とする。

邪騎士<エビルナイト>ゲルベグ（高機動型ゲルググ (ジョニー・ライデン専用機)）
ゼ・ダン要塞所属の邪騎士。城主ドズルを守る。ザクエスと同程度の実力を持つが、皇騎士軍により倒される。その後、ゲルググキャノンの魔力により、オーガハンマと融合してベルガ・ダラスへと生まれ変わる。HPは1030。
- 漫画：ドズル討伐後にゲルググキャノンに呼び出され、ベルガ・ダラスを召喚した。
- ゲーム：ファミコン版ではゼダンの要塞内、スーパーファミコンでは早くも次の章での雑魚敵としてオーガハンマと共に再登場。

モンスター オーガハンマ（ハンマ・ハンマ）
ゼ・ダン要塞のモンスター。城主ドズルを守っており、モンスターながらも、武具の扱いに長けている。後に倒されたゲルベグと合体することに。HPは970。
- 漫画：ゲルベグと同様。
- ゲーム：ゼダンの要塞内の雑魚としても登場し強烈な突進を得意とする。集団で登場する為下手なボスより分割直後のパーティには厄介な相手である。

魔術士ゲルググキャノン（ゲルググキャノン）
ゼ・ダン要塞所属の魔術士。個体としての能力は高くはないが、融合の魔術を用い、モンスター・オーガハンマと邪騎士ゲルベグを合体させ「獣騎士ベルガ・ダラス」を作り出した。MPは450。
ゲーム：ファミコン版では城内の雑魚としても量産されているがスーパーファミコン版ではイベントで登場するのみで戦闘にはならない。
獣騎士ベルガ・ダラス（ベルガ・ダラス）
邪騎士ゲルベグとモンスターオーガハンマを魔術融合させる事で誕生した。幻夢界と呼ばれる異空間を作り出し、皇騎士軍を窮地に陥れる。ただし、その無敵の力も幻夢界でしか発揮できないため、銀の円盤で脱出されると弱体化する。HPは4999。
なお、ファミコン版では幻夢界は登場しない。
- 漫画：魔術融合で生み出された訳ではなく、ゲルググキャノン、オーガハンマ、ゲルベグの三人によって召喚された。

黒魔道士クェス（クェス・パラヤ+α・アジール(魔法袍)）
ゼダンの要塞を守る未熟な黒魔道士。魔力の使い方がよくわかっていないのではという声も。MPは390で、人間種としては結構高い。
- ファミコン：チェスター南のほこらで誘拐したベルトーチカを石にしている。夜になると姿を現し戦うことになる。即死魔法デスを使うがロクに成功しない（アプリ版では一定確率で効果を発揮する）
- スーパーファミコン：ティンタージェル城の武術大会の控室で聖者の杖を渡すと仲間になる。仲間にしなかった場合は武術大会の4戦目で戦うことになる。後に戦闘シーンがカードダスとして再現。

戦士アコース（アコース）
ドズル配下「青の部隊」隊長。主戦力は騎士で、ギャプラン達を従えている。HPは230。
戦士クランプ（クランプ）
ドズル配下「黄の部隊」隊長。モンスターが主体の部隊で、武器の扱いに長け、統率がとれているリザードフィンを従えている。HPは250。
戦士コズン（コズン・グラハム）
ドズル配下「赤の部隊」隊長。主戦力は戦士たちで、ギラ・ドーガやペズンドワッジ達を従えている。HPは240。
斥候エビル・S（エビル・S）
ザビロニア帝国の斥候。強行偵察を得意とする分、ボリノーク・サマーンよりも能力は高い。HPは140。
斥候ボリノーク・サマーン（ボリノーク・サマーン）
ザビロニア帝国の斥候。あくまでも偵察が任務なので、個体としての能力は低め。HPは110。
戦士ギラ・ドーガ（ギラ・ドーガ）
ザビロニア軍最下級戦士。「赤の部隊」所属。トマホークの使い手だが、戦士としてはHPは290と能力は低い。
戦士デナン・ゾン（デナン・ゾン）
ゼ・ダン要塞内部を守る中級戦士。ややパワーに欠けるものの、スピアとシールドを巧みに使いこなす強敵。HPは570。
戦士ペズンドワッジ（ペズン・ドワッジ）
ザビロニア軍下級戦士。「赤の部隊」所属。やや決め手に欠けている。正統派の剣術を使いこなす。HPは430。
戦士ポーラドワッジ（ドワッジ）
ザビロニア軍上級戦士。これといった部隊に属さず、単独行動をとる。その代わりゼ・ダン要塞内の戦士の中ではHP710と最強の能力を誇る。
騎士ギャプラン（ギャプラン）
ゼ・ダン要塞の城主の間へと続く通路を守る騎士。「青の部隊」所属。自分の命を助ける代わりに城主の居所を皇達に教えたため、リゲルグに命を狙われた。だが、HPは830で、騎士としての能力は決して低いわけではない。
・スーパーファミコン：実は仲間として勧誘できるキャラの一人。新世円卓伝承編ではこのエピソードを逆輸入したと思われる子孫のフライルーが登場する。
工兵ザク（作業用ザク）
工作要員の兵士。いつも命がけで仕事に取り組んでいるが、その苦労が報われることはない。HPは60。
モンスター ビグロフォン（ビグロ）
ゼダンの要塞の入り口を守る。体型とは裏腹に、素早く空を舞う。HPは370。
モンスター バウゴイル（バウ）
城外壁に生息する。槍を扱い、空から襲い掛かる。HPは490。要塞周辺では最強。
モンスター サテライトギャザー（衛星ミサイル）
ゼダンの要塞周辺に仕掛けられている爆弾。もともと監視用であったため、自身に攻撃能力はない。HPは40。
モンスター リザードフィン（ジャムル・フィン）
要塞周囲の堀に生息する。複数で行動し、剣を使う。HPは230。強そうに見えるが、HPは低め。
モンスター マンモスジュアッグ（ジュアッグ）
森に生息する。もともとはおとなしい性格なので、こちらから攻撃を仕掛けない限り、襲われることはない。HPは180。
モンスター ゴーストハンブラビ（ハンブラビ）
夜中に出没する幽霊。複数で出現する。HPは130。

#### 第三章・ブリティス城守備兵部隊
守備隊長キシリア（キシリア・ザビ）
グレートデギンの命令によってブリティス城を守る守備隊長。退却する軍の殿を務めた。HPは1000。副官のトワニング含めゲーム版、漫画版では未登場。
呪術士フォウ（フォウ・ムラサメ）
キシリア守備隊の一員。無駄な争いはしないと豪語する。MPは890で、人間種では最高の魔力を誇る。円卓の間を守っている。
- 漫画：人間族やMS族を樹に変える魔法「変幻樹神」でバーリントンの住人達を樹木化させ、街を魔の森へと変えていた。皇騎士を半分樹木化させ、聖杯の鍵（聖剣）を得る寸前まで行ったが、聖剣を手にしたキングガンダムII世によって錫杖を破壊されて魔法が使えなくなる。その後は倒されたり逃亡した描写は無く、消息不明。本作ではその強力な魔力故に護衛のザビ・ギロスの能力すら凌ぎ三章の実質的なラスボスとなっている。
- ファミコン：ブリティスに通じる北方の光の道の太陽の塔の番人。魔術士バウンドドックと組んでいる。補助効果を打ち消すクリアと敵を混乱させる甘い囁きで呪文攻撃を担当するバウンドドックを補助。
- スーパーファミコン：戦闘にはならず逃走しようとするが風騎士のHPの残り次第で捕えて無理やり仲間にする事ができる。

剣士ロザミア（ロザミア・バダム+バウンド・ドック(鎧甲)）
円卓の間を守る女剣士。美しい女性ながら、人間種の剣士の中ではかなりの実力を誇る。華麗な剣の舞を披露する。HPは590。
ファミコン：ブリティスに通じる南方の光の道である月の塔の番人でフォウとは対になる配置。騎士キュベレイと組んでいる。
スーパーファミコン：Ｚガンダムをモチーフにした展開で幼女時代が描かれており時空転移してきた皇騎士を「お兄ちゃん」と呼ぶ。
後にブリティス城奪還作戦中にザビロニアの騎士として再開するが戦闘する事はなく無条件で仲間になってくれる。
なお自宅の隠し部屋にはバーサル騎士鈴木が住み着いている。
副官トワニング（トワニング）
キシリアの副官。自分の保身ばかり考える小心者。HPは760。
戦士バスクオム（バスク・オム+ドゴス・ギア(鎧甲)）
歴戦の戦士で、豊富な実戦経験の持ち主。ザビロニア帝国では人間族で最強。HPは640。ドゴス・ギアをイメージした鎧を着用している。
ファミコン：円卓の騎士がザビロニア本国を攻めた隙に灼騎士の居城不死鳥の館を占拠している。人間族だが気合の一撃が厄介な上スロウの魔法まで使ってくるため相方のエビル・Sより強敵。
- スーパーファミコン：ティンタージェル城の武術大会で戦う。ファミコン版と違い単体な上厄介な攻撃をしてこない。

魔術士バウンドドック（バウンド・ドック（ゲーツ機））
九尾の狐のような外見の魔術士。円卓の間で待ち構えている。数百年間生きているらしい。MPは970。魔術士の中ではなかなかの能力の持ち主。
- 漫画：鎧騎士F90に化けて皇騎士を殺そうとしたが、F90ジュニアたちの呼び名を知らなかったために正体を見破られ、失敗に終わる。
- ゲーム：ファミコン版では太陽の塔でフォウと共にボスを務める。スーパーファミコン版ではボスではなく量産型の雑魚として登場。

邪道士<エビルプリースト>ダギ・イルス（ダギ・イルス）
僧正ガンタンクRとは師弟関係であったが、七年前の戦争で正義に絶望しザビロニアに下る。ブリティス城攻略戦後に改心し、徳道士としてザビロニアとの戦いに参加する。魔術師や呪術師以上の魔力が自慢。MPは1500。
・漫画：ブリティス城を覆う邪悪な魔術士としてバウンドドックと共にイメージとして登場するが、実際に登場するのはフォウの方でありこちらはなぜか一切登場しない。
・ファミコン：ガンタンクRを編成している部隊のボスとして登場し倒されたことで改心する。全体攻撃のメガショックとMPにダメージを与えるマインドを使用。
・スーパーファミコン：アングルーシーの村で皇騎士にキングガンダムの幻影を悪夢として見せるが加勢したガンタンクRに見破られ退散する。ブリティス城での戦いではデス、ブラスト、マックスヒールと厄介な呪文を使うが術士用の最強装備である賢者のローブを盗める。移動画面では体色が敵としての登場時から改心後のものとなっている。
衛騎士<ガードナイト>ザビ・ギロス（ベルガ・ギロス（ブラックバンガード機））
グレートデギン直属にしてザビロニア最強の暗殺部隊「黒の部隊」隊長。彼らに襲われて無事でいた者はいないと称されるほど。ブリティス城真の敵。円卓の間で皇騎士を待ち構えていた。「黒の部隊」に指令を出し、皇騎士たちを襲撃し、順調に事が進むかと思われていたが、闇騎士の戦線離脱と、皇騎士の攻撃により倒される。HPは4999。
- 漫画：一度は流星の騎士団に倒されるが、フォウの魔法「変幻魔人樹海」によって樹木を張り巡らす能力を得て蘇り、流星の騎士団を追い詰める。しかしキングガンダムII世に覚醒した皇騎士に倒された。
- スーパーファミコン：流星の騎士団編に当たる夏の章で既にグレートデギンと共に中盤、章の終幕時に顔見世している。集団戦法用の凍てつく冷気とタメを要するが確実に相手を倒す必殺の一撃を得意とする。

衛士＜ガード＞デナン・ゾン（デナン・ゾン（ブラックバンガード機）)
衛士＜ガード＞デナン・ゲー（デナン・ゲー（ブラックバンガード仕様）)
衛士＜ガード＞エビル・S（エビル・S（ブラックバンガード機）)
『黒の部隊』員。彼らには自らの意思がなく、ただロボットのように使役されているにすぎない。ザビ・ギロスの指揮のもと、一糸乱れぬ連携攻撃を仕掛けてくる。それぞれの部隊は3人ずつで構成されている。HPは一律1600。
ゲーム：ファミコン版ではブリティス城の戦いには登場せずエビル・S以外はゲームオリジナルであるザビロニア本国を守護。
スーパーファミコン：原作通りブリティス城で戦うがすぐ後の冬の章もでは量産型の雑魚敵として登場。
重戦士ジ・オ（ジ・O）
重装甲の鎧を纏った戦士。かなりの重量級。かすっただけで、相手を跳ね飛ばしてしまうほど。HPは740。
騎士グフベグ（マ・クベ専用グフ）
プライドが高く、短気な性格の騎士。怒鳴り散らしながら襲い掛かる。冷静さに欠けるが、騎士としての能力は高い。HPは930。
闘士ズサ（ズサ）
城門を守る。厚い装甲が自慢で、撃たれ強いため、なかなか倒れない。特殊な形の棍棒を操る。闘士としては平均的な能力の持ち主。HPは570。
騎士パラスアテネ（パラス・アテネ）
ザビロニア帝国の騎士。闘士ズサとともに城門を守る。剣術、鎧の装飾と、とにかくザビロニア一目立つ騎士で、華麗な剣技で敵を追い詰める。HPは810。
騎士キュベレイ（キュベレイ）
ザビロニア帝国の上級騎士。ザビロニアの普通の騎士の中ではHP1100とトップクラスの実力を誇り、邪騎士以上の能力を持つ。騎士グフベグと共に城内を守る。
・スーパーファミコン：バーリントン市で市長カーバインと結託し皇騎士達を罠にかけ、更に弾劾裁判で死刑へと追い込むがF90ジュニア達とベルトーチカの活躍により企みが露見し倒される。
戦士ガルバルディβ（ガルバルディβ）
ザビロニア軍の下級戦士。集団戦法で攻めてくる。やたら数が多く、倒しても後から次々と攻めてくる。HPは510。
闘士Ｒ・ジャジャ（R・ジャジャ）
ザビロニア帝国の闘士。ブリティス占領軍の一員で、ブリティス城内を守る。刺のついた肩でタックルを仕掛けてくる。HPは630。
モンスター ギャプランティス（ギャプラン）
城外壁に生息するカマキリ状怪物。やはり集団行動を好む。鋭い鎌の切れ味は抜群。HPは340。
モンスター チベハーピー（チベ）
城外壁に生息する。知能が高く、簡単な魔法を使う。MPは370。
モンスター サーペントグフ（グフ）
地下道に生息する。2匹で襲いかかる。敵を頭から丸呑みにしようとする。HPは430。
モンスター ガザオーク（ガザC）
ブリティス城近辺の迷いの森に生息する。石槍が武器で、原始的な生活を送っている。HPは130。
モンスター ガブスビートル（ガブスレイ）
迷いの森に生息する昆虫怪物。樹液を求めて迷いの森をさまよう。HPは290。
モンスター ソドンピード（ソドン巡航船）
森に生息するムカデ状怪物。体から毒物を分泌する。HPは240。
モンスター マゼラアント（マゼラアタック）
アリ状怪物。地下に巨大な巣がある。すぐに仲間を呼び、常に集団行動を行う。HPは90。
モンスター スキウレドラゴン（スキウレ）
戦士ハイザックが背中に乗るドラゴン。ザビロニア軍に飼いならされている。ブリティス城内に配備されている。HPは490。

#### 第四章・聖山ロンデニオン進行部隊
銀騎士<シルバーナイト>ビギナ・ギナ（ビギナ・ギナ）
数多くの騎士たちを従えるザビロニア帝国にあっても、別格とされている存在。ザビロニア帝国では闇騎士とともに最強の力を持つと言われる騎士だが、灼熱騎士F91と旧知の仲だったためその場を引く。このときのHPは9000。漫画版では円卓の騎士編では登場しない。
『聖騎兵物語』第1章「復活の聖機兵」ではF91の相棒として共に登場する。このときにはHPは1500と、以前の1/6になっている。
七年前彼は赤の騎士隊隊長で、容姿は銀ではなく赤だった（ビギナ・ギナ（ベラ・ロナ・スペシャル））。この由来はカードダス、ゲーム、漫画等で一切の接触は無い、SDガンダム外伝 聖機兵物語と新騎士ガンダム物語で登場する実兄ビギナ・ゼラから来ている（兄の容姿は赤）。
- スーパーファミコン：聖山ロンデニオンでラスボス戦直前に加入する。狙いを定めた敵を翌ターンに必ず即死させる特殊技「必殺の一撃」を持つが、仕様上戦闘機会はほぼ皆無。

悪道士＜あどうし＞α・アジール（α・アジール）
グレートデギンの片腕を務めるザビロニア最強の魔術師。ザビロニア帝国内部のあらゆる魔道士たちを統括している。その魔力は死者をも蘇らせるといわれており、敗れ去ったザクトパス、ベルガ・ダラス、ザビ・ギロスをメガモンスターとして復活させる。自身は戦わない。MPは3400。
- ファミコン：F90部隊と戦う地の道に登場する。メガモンスターを全滅させた後自ら戦おうとするが後から現れたビギナ・ギナが裏切っている事に気づかず不意打ちで倒される為F90達とは戦闘にならない。
- スーパーファミコン：メガモンスターを全て撃破されると自ら円卓の騎士に挑み敗北、戦死した。

モンスター メガザクトパス（サイコミュ高機動試験用ザク）
悪道士α・アジールがザクトパスを復活させたもの。同じく甦ったメガモンスターの中で、唯一能力が向上している。MPは4999。水中ではないため、以前のような不死身ではなくなった。
モンスター メガザビ・ギロス（ベルガ・ギロス（ブラックバンガード機））
悪道士α・アジールが衛騎士ザビ・ギロスを復活させたもの。メガモンスター化しても剣術の腕は衰えてはいないが、MPは4999と能力自体は向上していない。
モンスター メガベルガ・ダラス（ベルガ・ダラス）
悪道士α・アジールが獣騎士ベルガ・ダラスを復活させたもの。MPは4999と能力に変化はない。以前のように幻夢界を発生させることはない。
邪獣エレメンタルラフレシア（ラフレシア）
グレートデギンが召喚するザビロニア最強のモンスター。炎を操る最強のエレメンタルで、かつてブリティス王国を一晩で壊滅させた。聖杯の間で円卓の騎士たちと戦う。その後、グレートデギンと融合してギガサラマンダーへと変化する。MPは13000とジークジオン編のネオブラックドラゴンと同等の能力を誇る。
- ファミコン：グレートデギンの召喚によって出現する。F90パーティのラスボス。
- スーパーファミコン：ファミコン版とほとんど同じ。ラスボス戦の前哨戦に当たり、メンバー全員で戦う。ザクトパス同様触手を活かした連続攻撃を使う。
- 漫画：α・アジールが聖杯に触れようとして呪いで姿を変えられたものとして登場する。

恐闘士サザビー（サザビー）
ザビロニア最強の闘士。闘士の中でも最も優れた者に与えられる「恐闘士」の称号を持つ。重い武器を目にもとまらぬ速さで繰り出し、下手な騎士では全く相手にならない。HPは2440。
重闘士ゲーマルク（ゲーマルク）
ザビロニア帝国の重闘士。山道で遭遇する。闘士の中でも特に優れた者に与えられる「重闘士」の称号を持ち、サザビーやロンメルドワッジの次に強いと言われるパワーファイター。ただし、重装甲なためか動きは鈍い。HPは1790。
邪騎士<エビルナイト>ケンプファー（ケンプファー）
ザクエス、ゲルベグと同じく、邪騎士の称号を持つ。ザビロニア三人の邪騎士の中で最も腕が立つが、格下のザクⅢRとは対照的に性格は卑怯で、いきなり襲いかかる。HPは1200。ネオバトルやファミコン版では、発展型である「オメガケンプファー」なる個体が存在する。
戦士ガ・ゾウム（ガ・ゾウム）
ザビロニア軍最下級戦士。山の入り口で遭遇した。棘付き棍棒を操る。HPは290。よほど集団で現れない限り、まず脅威にはならない。
戦士グフ（グフ）
ザビロニア軍の下級戦士。ザビロニアのロンデニオン進軍に伴い、全員動員された。珍しくムチを使いこなす。HPは420。ロンデニオンの入り口を占拠している。
魔騎士＜デーモンナイト＞ヤクト・ドーガ（ヤクト・ドーガ(ギュネイ)）
騎士の中でも特に優れた者に与えられる「魔騎士」の称号を持つ実力者。妖騎士と共に行動する。その実力は、サザビーやゲーマルクといった最強クラスの闘士たちをも凌ぐ。HPは2900。
妖騎士＜ファントムナイト＞ヤクト・ドーガ（ヤクト・ドーガ(クェス)）
魔騎士と対をなす妖騎士。魔騎士とのコンビ攻撃を得意とする。強さはほぼ同じだが、こちらは剣をゆっくり振り回して敵を撹乱させる。2人で常に帝王の守りを固めている。HPは2900。
闘士ギラ・ドーガ（ギラ・ドーガ(レズン機)）
ザビロニア帝国の上級闘士。普通の闘士では最強を誇り、それゆえにかなりの自信家でもあり、相手に対して不敵な態度をとる。重量の斧を片手で軽々しく使いこなす。HPは1320。
闘士ザクII（高機動型ザクII（黒い三連星専用機））
ザビロニア帝国の闘士。剣と斧の両方を使いこなす器用な闘士。斧はブーメランのように飛ばせるらしい。HPは830。
騎士ゲルググJ（ゲルググJ）
ザビロニア帝国の下級騎士。HPは340と騎士の中では最低クラスで、個体としての能力の低さを補うため、超高速で移動し、敵を翻弄することを得意としている。まるで何人ものゲルググJがいるように見える。
騎士ザクIIIR（ザクIII改）
古い時代の騎士であるためか、勝つためには手段を選ばない騎士が多いザビロニアにおいて、珍しく武士道を重んじ、正々堂々とした戦いを好む。HPは560。騎士としての能力はあまり高くはない。
呪術士ギガン（ギガン）
円卓の騎士団に会うなり逃亡した老いぼれ呪術士。MP1400と、ジオン族の呪術士ビグザムに匹敵するだけの魔力を持っている。能力は決して低くはない。ザビロニア側の研究者としてはかなり優秀でギガサラマンダー敗北後もメガモンスターを合成させて復活させたりするなどブリティス相手に暗躍する。
モンスター ファイヤーグワジン（グワジン）
山頂付近に生息する。2匹で登場。ドラゴンの亜種で、口から吐く火炎が最大の武器。HPは2420。
モンスター ダークアイザック（アイザック）
山の内部のダンジョンに生息する。巨大な目玉を見ると、催眠状態に陥るらしい。MPは490。どちらかというと、トラップに近い存在。
モンスター バーザムドール（バーザム）
ダンジョン内に生息する。2体で出現し、不思議な踊りで幻惑してくる。MPは740。
モンスター デュラハンジオング（パーフェクト・ジオング）
頭を切り落とせる特技を持つ騎士姿の怪物。頭部を投げてくることも。性質は騎士や戦士に近く、剣を扱える。HPは2710と、クラウンミラージュを除けば最強のモンスターでもある。
モンスター ガッシャトロール（ガッシャ）
巨人の怪物。ロンデニオンの入り口に陣取っており、粗雑な棍棒を使いこなす。HPは140で、個々の能力は低いが、集団で攻めてくるため、油断はできない。
モンスター クラウンミラージュ
皇騎士の蜃気楼を映し出す怪物。MPは4140。ティターンの魔塔のシャドウモンスターに近い存在だといわれている。
モンスター クリスタルハンマ（ハンマ・ハンマ）
氷河に生息する。3体で出現した。全身が水晶でできていることを利用し、不思議な閃光で敵を幻惑する。MPは1590で、水を操る魔力を持つ。ネオバトル及びファミコン版では類縁種である「アメジストハンマ」が存在している。
モンスター ゴーゴンゴッグ（ハイゴッグ）
洞窟内に生息する。小回りは効かないものの、強力な体当たりで敵を粉砕するのが得意。HPは1840。
モンスター ダブデキャタピラ（ダブデ）
芋虫状怪物。山道付近で遭遇する。動きが鈍い分、耐久力がある。幼虫なので、いずれは成虫になるはずだが、誰もその姿を見たことがないという。HPは1030で結構撃たれ強い。

#### その他人物
魔騎士ザクズール (ドズル専用ザクII)
ザビロニア帝国の「緑の部隊」隊長、魔剣士ザクロードの上官
モンスターサイコブラウブロ (ブラウ・ブロ)
サイドストーリー「自由ブリティス」の登場。ザビロニア帝国精鋭部隊のモンスター
鋭騎士グフテスト (グフ試作実験機)
サイドストーリー「自由ブリティス」の登場。ザビロニア帝国精鋭部隊の鋭騎士
剣闘士クラブズゴック (ラムズゴック)
サイドストーリー「自由ブリティス」の登場。ザビロニア帝国精鋭部隊の剣闘士
魔術師ア・バオア・クー (ア・バオア・クー)
サイドストーリー「自由ブリティス」の登場。ザビロニア帝国精鋭部隊の魔術師
炎熱騎士ライデンザク (高機動型ザクIIR-2型（ジョニー・ライデン機）)
サイドストーリー「自由ブリティス」の登場。ザビロニア帝国精鋭部隊を指揮する騎士
移動要塞ドロス (ドロス)
サイドストーリー「自由ブリティス」の登場。ザビロニア帝国の巨大な移動要塞。護衛モンスターガトル  (ガトル) 配備されていた。
影藍騎士〈シャドーブルーナイト〉ガトーゲルググ（ガトー専用ゲルググ）
サイドストーリー「元服の儀式」登場。ザビロニア帝国の騎士。
強戦士リックドム（リック・ドム）
サイドストーリー「元服の儀式」登場。ザビロニア帝国の強戦士。
スピリットモンスターソロモンビグザム （ビグ・ザム+ソロモン）
サイドストーリー「元服の儀式」登場。ザビロニア帝国のスピリットモンスター。
邪獣騎士ザグベルザ・バラス
サイドストーリー「遠国からの使者」の登場。呪術士ギガンが繰り出してきたかつての強敵、ザクトパス、ベルガ・ダラス、ザビ・ギロスの怨念が集まって復活した。
ギガモンスタースキウレドラゴフレイム（スキウレ）
サイドストーリー「遠国からの使者」の登場。ザビロニア残党 。戦士グフが背中に乗るドラゴン。スキウレドラゴンの亜種

## 登場用語

### ブリティス軍
円卓の騎士
遥かなる昔、伝説の猛将ヴァトラスの頃より存在するとされ、ブリティスに戦乱が及ぶ度に王国の危機を救うため様々な騎士が円卓に呼ばれるが如く集うとされるブリティス王国最高位の称号。その選出には、城内地下に隠された円卓の椅子に腰掛けることにより、「円卓に選ばれること」で決定される。人数は十三人。前任者は「先代・円卓の騎士」と称される。
バーリントン市
ブリティスの城下町で、首都。七年以上ザビロニア帝国に占拠されていた。現在の市長はカーバイン。
聖杯の鍵
聖杯を守る鍵。これを狙い、ザビロニア軍はブリティス王国に侵攻した。聖杯を手にしたものは不老不死になれるという。

### ザビロニア軍
ザビロニア帝国
スダ・ドアカワールド有数の軍事国家。所在地はブリティス王国の隣で、劇中七年以上前にブリティス王国を占拠。以後、七年以上圧政を敷き、さらに世界各地へ勢力を拡大する。ブリティス占領後はブリティス城を拠点としていたが、聖杯のカギが見つかったので、残る全軍団を率いて聖山ロンデニオンに進撃を開始した。一時はかつてのジオン族をも凌ぐ勢力にのし上がる。戦力の大半は難攻不落のゼ・ダンの要塞に集結している。
邪<エビル>
ザビロニア軍の高位称号。力・技・魔法を問わず、技量ある者の中で優れた人物に冠される。ザクエス、ゲルベグ、ケンプファーの3人の騎士のほか、魔道士の中ではダギ・イルスに与えられる。
魔<デーモン>
ザビロニア帝国の騎士の中でも特に優れた者に与えられる称号。妖<ファントム>とは対をなしている。ヤクト・ドーガに与えられ、邪<エビル>以上に位が高い。
妖<ファントム>
ザビロニア帝国の最高位称号の一つ。魔<デーモン>とは対をなしており、同格。ヤクト・ドーガに与えられる。
呪<カース>
ゼ・ダンの要塞を守る幹部に与えられる称号。リゲルグがこの称号の持ち主で、その称号通り、彼の太刀筋は呪われている。
恐闘士
ザビロニア軍最強の闘士に与えられる称号。ザビロニア一の怪力を誇るサザビーがこの称号の持ち主。
重闘士
恐闘士とともに、ザビロニア軍内部でも高位に位置する称号で、ゲーマルクに与えられた。
幻闘士
ロンメルドワッジに与えられた称号。その称号にふさわしい技を身につけている。
悪道士
ザビロニア最高位の魔術師に与えられる称号。α・アジールに与えられる。グレートデギンの側近としての立場でもある。

## 登場アイテム
ヴァトラスの剣
猛将ヴァトラスの愛剣。皇騎士がキングガンダムになった後も、盾に収められている。
竜の首飾り
スペリオルドラゴンを思わせるデザインの首飾り。ザクトパスの再生能力を封じることが出来る。
銀の円盤<ぎんのえんばん/シルバーディスク>
謎の僧侶（僧侶ガンタンクR）が皇騎士へ渡した物。次元を超える転移魔法の力を込められたマジックアイテムで、異世界から元の世界へワープする事ができる。
剛の鎧<ジーアーマー>
ブリティス王国代々の王位継承者が必ず着る事を定められた鎧。戦乱時、皇騎士が幼児であったためザビロニアの戦利品として長らく行方不明だった。ラナール解放後、ノース・アイリッシュ・アイルいずれかの戦いで皇騎士の手に戻る。
- ファミコン：ノース地方のボス・ダーティギャンが隠し持っている。
- スーパーファミコン：アイル地方ティンタージェル城での戦い後、戦利品の中に存在する。入手すると皇騎士が必殺技「ドラゴン」を覚える。なお、入手せずともゲームは進められる。
- 漫画：ゼ・ダン砦付近に住む砂の精霊が護り続けていた。

フルアーマー
剛の鎧と並びブリティス王国代々の王位継承者が必ず着る事を定められた鎧。戦乱時、皇騎士が幼児であったためザビロニアの戦利品として長らく行方不明だった。
- ファミコン：リゲルグによる呪いを解いてもらう際、聖なる森の賢者に渡される。
- スーパーファミコン：第三章冒頭でアントニオにより強制装着。この時、剛の鎧は強制的にアイテムから無くなる。
- 漫画：バーリントン突撃前、鎧騎士の使者として現われたアントニオから略奪を免れたブリティス王家の隠し宝物庫で渡される。

聖杯
戦争の発端となった神器。手にしたものに偉大なる力を与えるというが、その使用方法については謎であり、カードダスの暗号によると×10の力を与えるという。
- ファミコン：特に説明されることはない。
- スーパーファミコン：不明。キングガンダムI世によると、手にしたものに不死の力を与えるとされる。道具として使うと戦闘不能の仲間が全員回復する。
- 漫画：聖剣キングキャリバーが対で存在し、これはキングガンダム二世が持つ剣の事である。神殿に置いてある神像を聖剣で傷つけ、その生血を入れて飲む事で不老不死となる事ができる。ただし、聖剣はキングガンダム以外には握れない封印がかかっており、また神像の血は聖杯に注いでこそ意味があり、聖杯を介さずそのまま触れると体が溶けてしまう。

## 作中における裏話
- ガンマガンダム・闇騎士・風騎士の親子の元となるガンダムマークIIは、ティターンズ（基本）のカラーは黒だったが、エゥーゴに奪われた三号機は白に塗り替えられた。円卓の騎士は、全員の基本カラーは白だが、ザビロニアに「奪われた」闇騎士は黒に塗り替えられている（ただし円卓の騎士就任後は鎧の白い部分が増えている）。
- 前作『ジークジオン編』と次作『聖機兵物語』はそれぞれアニメ化されているが本作はアニメ版は製作されていない。その理由の一つとして、主人公キングガンダムII世の存在がある。セルアニメが主流であった当時、アニメーション化したならば、「アニメーターというアニメーターがキングガンダム二世の絢爛豪華で殊細かい鎧からおこるであろう膨大な作画量によって殺される」と、当時のスタッフが述べている。その他にも最終的に13人にまで増えるメインキャラクター達の存在などもあって結果的に円卓の騎士の映像化は、当時のファミコン・スーパーファミコンのCM画像しか作られることはなかった。
- 『SDガンダムフォース』の翼の騎士ゼロは『鎧闘神戦記』の騎士ウイングガンダムが元だが、基本デザインは皇騎士ガンダムが原型となっている。ゼロの武器、「ヴァトラスソード」は皇騎士の物をそのまま流用。盾の名が「ブリティスシールド」というのは、その名残をしめすものである。
- 黒の部隊、衛騎士ザビ・ギロスの元ネタの名はベルガ・ギロス。だが、前章・流星の騎士団でベルガ・ギロスと同時期に活躍したベルガ・ダラスが登場するので差別化のため使われず。ザビロニア人間幹部は元ネタだと親子であり、その苗字がザビである事から、ザビロニア王家＝ザビ家を守る＝衛（ガード）という意味を持つため、名前がザビ・ギロスに変更された。
- SFC版のエンディングには「To be continued」とあり、聖機兵物語編の制作も予定されていたようだが、結局出ることはなかった。しかし、FC版の続編となるが、携帯電話用アプリとして聖機兵物語編と機甲神伝説編が制作され、2010年から2014年まで配信されていた。
- SFC版で重戦士が橋の上で皇騎士と戦う件は、円卓の騎士の原点である『アーサー王と円卓の騎士』の物語に登場する「湖の騎士」からきている。

## 先代円卓の騎士について
2008年5月に発売された『SDガンダム外伝コンプリートボックスVol3』にて、新規書き下ろしとして今まで名前の明かされていなかった旧円卓の騎士（キングガンダムを含め計4名のみ判明していた）が発表され、以下の8名が、先代の円卓の騎士であると公式発表があった。
・銀騎士Ζ<ズィー>ガンダム
・闘士メガガンダム
・重戦士ガンキャノン
・竜騎士ファルコガンダム
・騎士コナンガンダム
・騎士ジェイバー
・法術士メテオガンダム
・騎士アーサーガンダム
多くの者は新規書き下ろしとしての登場だが、この中で竜騎士ファルコガンダム・騎士コナンガンダム ・騎士ジェイバーは魔竜ゼロの騎士伝にて、法術士メテオガンダムは機甲神伝説にて登場、騎士アーサーガンダムは外伝初のオリジナルパソコンゲーム『SDガンダム外伝』で登場したキャラクターである。これにより、1991年の発表から長らく疑問視されていた、先代円卓の騎士全員の名前と所在（ガンマガンダムの生存説を含めた、七年前の戦いで何人が生き残っていたのか、生きていたらなぜ皇騎士の挙兵に参加しなかったのか等）などいくつかの疑問が明らかにされる事となった。
2008年8月に発売される第四弾（円卓の騎士編の残り半分）でも詳細が明らかとなるが、上記に記載の無かった「13人目の円卓の騎士」は、一般読者による公募によってデザインが決定され、13人目になぞらえた8月13日に発表された最後の円卓の騎士は約500通の応募の中から決定した「薔薇騎士ロゼッタガンダム」（外伝カードダスとしては魔竜ゼロの騎士伝の重機兵ドゥームフレア以来の一般公募となる）であると発表があった。
以降、旧円卓の騎士に関する詳しい詳細は、第四弾以降が発売される2008年8月末からコンプリートボックスが発売するに従い、徐々に明らかとなっている。

## 漫画版
- 「SDガンダム外伝 騎士ガンダム物語」 ほしの竜一
  - ジークジオン編より引き続き連載。
- 「SDガンダム外伝 ナイトガンダム物語3 伝説の騎士団」 坂本かずみ
  - 同名のゲームを元にした漫画作品。
- 「SDガンダム外伝2 円卓の騎士」 ときた洸一
  - 同名のゲームを元にした漫画作品。

## ゲーム版
- 「SDガンダム外伝 ナイトガンダム物語3 伝説の騎士団」
- 「SDガンダム外伝2 円卓の騎士」